# Маскаль
Маскаль (Маскали, Маскалёва) — деревня в Кочёвском районе Пермского края. Входит в состав Большекочинского сельского поселения. Располагается северо-восточнее районного центра, села Кочёво, на левом берегу реки Онолва. Расстояние до районного центра составляет 19 км. По данным Всероссийской переписи населения 2010 года, в деревне проживало 36 человек (18 мужчин и 18 женщин).
В деревне 3 улицы: Береговая, Малая и Школьная.

## История
По данным на 1 июля 1963 года, деревня носила название Маскалёва и в ней проживало проживало 187 человек. Населённый пункт входил в состав Большекочинского сельсовета.